# تاریخ سری‌لانکا

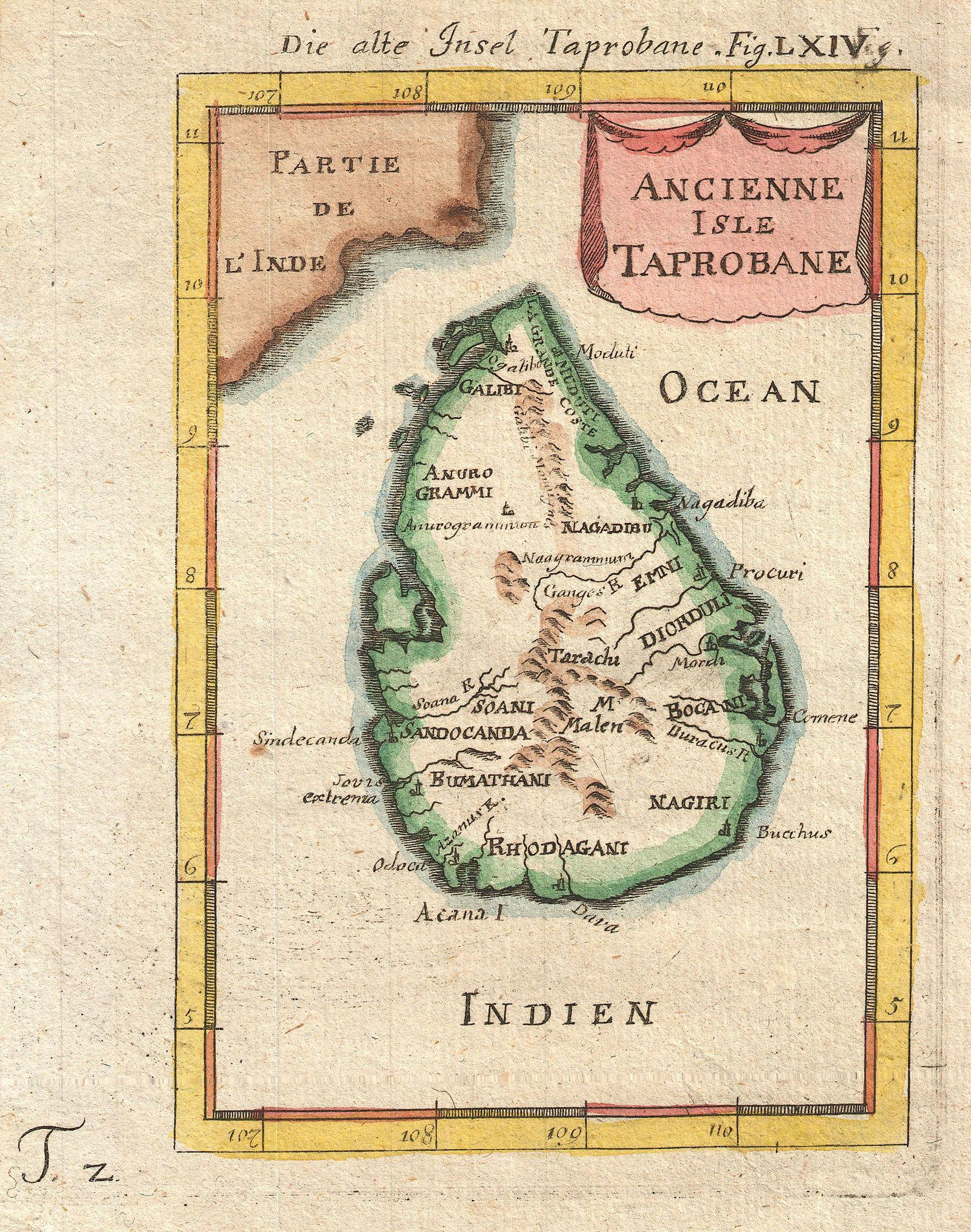
نقشه قدیمی سریلانکا که مربوط به سال ۱۶۸۶ است.

تاریخچه سری لانکا با تاریخچه شبه قاره وسیع هند و مناطق اطراف آن در هم تنیده‌است و شامل مناطقی از جنوب آسیا، جنوب شرق آسیا و اقیانوس هند است.
اولین بقایای انسانی که در جزیره سریلانکا یافت شده‌است مربوط به حدود ۳۵۰۰۰ سال پیش (مرد بالانگودا) است.
دوره نخستین تاریخی تقریباً از قرن ۳ آغاز می‌شود و براساس تواریخ‌های پراکریث مانند ماهاوامسا، دیپاوامسا و کولاوامسا است. آنها تاریخچه را از زمان ورود سینالیسی (هندوستان اروپایی) از شمال هند شرح می‌دهند اولین اسناد اسکان در جزیره در این تواریخ‌ها یافت می‌شود. این تواریخ‌ها مربوط به دوره پس از تأسیس پادشاهی تامباپانی در قرن ششم قبل از میلاد توسط نخستین اجداد سینالیسی‌ها است. اولین حاکم سریلانکا از پادشاهی آنورادپورا، پاندوکابایا، برای قرن چهارم پیش از میلاد ثبت شده‌است. آیین بودایی در قرن ۳ قبل از میلاد توسط آرهات مهیندا (فرزند امپراتور هندوستان آشوکا) در این سرزمین معرفی شد. اولین حاکم تامیل پادشاهی آنورادپورا، اللان (الارا)، یک مهاجم بود که برای قرن ۲ قبل از میلاد ثبت شده‌است.
در سال ۱۹۷۲ سریلانکا وضعیت جمهوری را به دست گرفت. در سال ۱۹۷۸ قانون اساسی معرفی شد که رئیس‌جمهور اجرائی را رئیس دولت کرد. جنگ داخلی سریلانکا از سال ۱۹۸۳ آغاز شد که شامل قیام جوانان مسلح در ۱۹۷۱ و ۱۹۸۷–۱۹۸۹ بود و جنگ‌های داخلی پس از گذشت ۲۵ ساله در سال ۲۰۰۹ به پایان رسید.

## پیش از تاریخ
شواهدی از استعمار انسان در سریلانکا در محل بالانگودا ظاهر می‌شود. مرد بالانگودا حدود ۳۴۰۰۰ سال پیش وارد این جزیره شد و به عنوان شکارچیان میان‌سنگی که در غارها زندگی می‌کردند شناخته شده‌است. چندین مورد از این غارها، از جمله باتادومالنا و مشهور، غار فا هین، آثار باستانی بسیاری از این افراد به دست آورده‌اند که در حال حاضر اولین ساکنان شناخته شده این جزیره هستند.
کشف جو و جو در دشت‌ها در حدود ۱۵۰۰۰ سال پیش از میلاد مسیح نشان می‌دهد که کشاورزی در این زمان اولیه توسعه یافته بود.
چند ابزار گرانیتی (حدود ۴ سانتی‌متر طول)، ظروف سفالی، بقایای چوب‌های زغال‌سنگ شده و گلدان‌های خاکی دفن شده مربوط به دوره میان‌سنگی است. بقایای انسانی که قدمتش به ۶۰۰۰ سال قبل از میلاد مسیح می‌رسد در طی کاوش‌های اخیر در منطقه کلاتووا کشف شده‌است.

## سینهالی
سینهالی‌های هندی بومیان این جزیره را مغلوب کرده و آن‌ها ره به جنوب رانده و خود حکومت جدیدی در شمال بنیاد کردند. از آن زمان هشت سده کشمکش میان این دو تیره آغاز شد که تا چند وقت پیش ادامه داشت.
امروزه سینهالی‌ها با بیش از ۱۵ میلیون نفر جمعیت، ۷۵ درصد از مردم سری‌لانکا را تشکیل می‌دهند.

## دوران استعمار

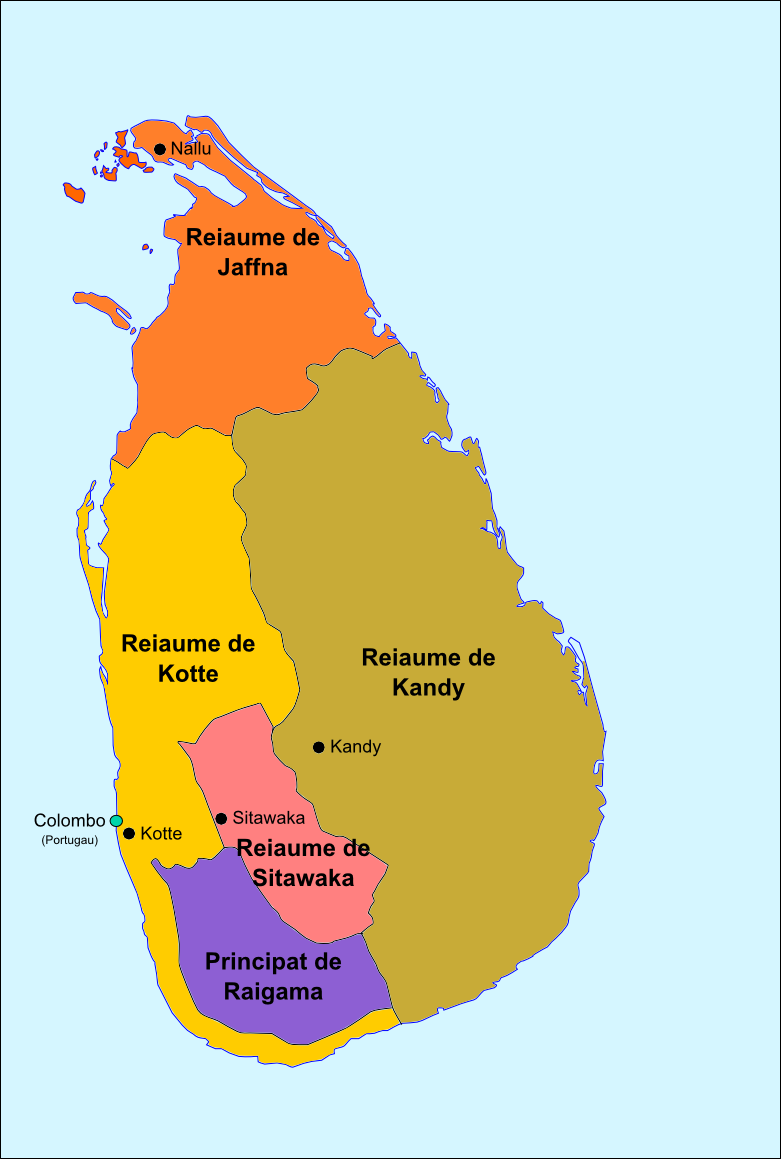
تقسیمات منطقه ای سریلانکا در سال 1520 میلادی

در سده‌های دوازدهم و سیزدهم میلادی، بازرگانان مسلمان بیش از پیش به بازرگانی در این جزیره پرداختند و تا اوایل قرن شانزدهم دادوستد منطقه را در دست داشتند تا این که در سال ۱۵۰۵ میلادی پرتغالی‌ها نواحی ساحلی سری‌لانکا را فتح کردند و خود کنترل اوضاع را در دست گرفتند. در سال ۱۶۵۸ میلادی هلندی‌ها جای پرتغالی‌ها را گرفتند و در سال ۱۷۹۵ انگلستان متصرفات هلند را اشغال و در سال ۱۷۹۸ آن را به مستعمره رسمی خویش تبدیل کرد.
در سال‌های جنگ جهانی اول نهضت استقلال‌طلبی در سیلان به وجود آمد آزادی‌های ظاهری انگلیس نتوانست این نهضت را راضی کند و سرانجام در چهارم فوریه ۱۹۴۸ سیلان به استقلال کامل دست یافت.

## سریلانکا (۱۹۴۸ - در حال حاضر)
جبهه آزادی‌بخش خلق سری‌لانکا
تامیل‌های سری‌لانکایی